# Liste de spécialités de la cuisine algérienne
Cet article fait référence à divers styles gastronomiques de la cuisine algérienne. La pâtisserie algérienne est incluse dans ce classement alphabétique.
- Haut – A
- B
- C
- D
- E
- F
- G
- H
- I
- J
- K
- L
- M
- N
- O
- P
- Q
- R
- S
- T
- U
- V
- W
- X
- Y
- Z

## Classement alphabétique

### A
- Aarayeches[1]
- Aghroum : pain berbère

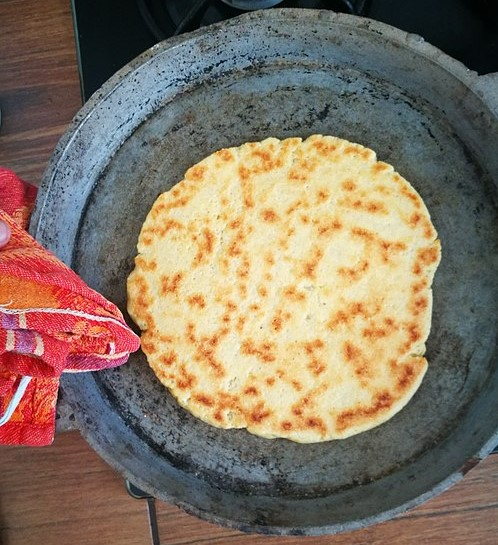
Aghroum akoran

- Ameqfoul sel khodhra (plat de la région de Bordj Bou Ariridj, préparé pour célébrer le début du printemps.)
- Afforou
- Assida[2]

- Haut – A
- B
- C
- D
- E
- F
- G
- H
- I
- J
- K
- L
- M
- N
- O
- P
- Q
- R
- S
- T
- U
- V
- W
- X
- Y
- Z

### B
- Baghrir[3] / korssa/ ghrayef
- Baklava[4]
- Bakbouka[5]
- Basboussa
- Batoute ou zfiti

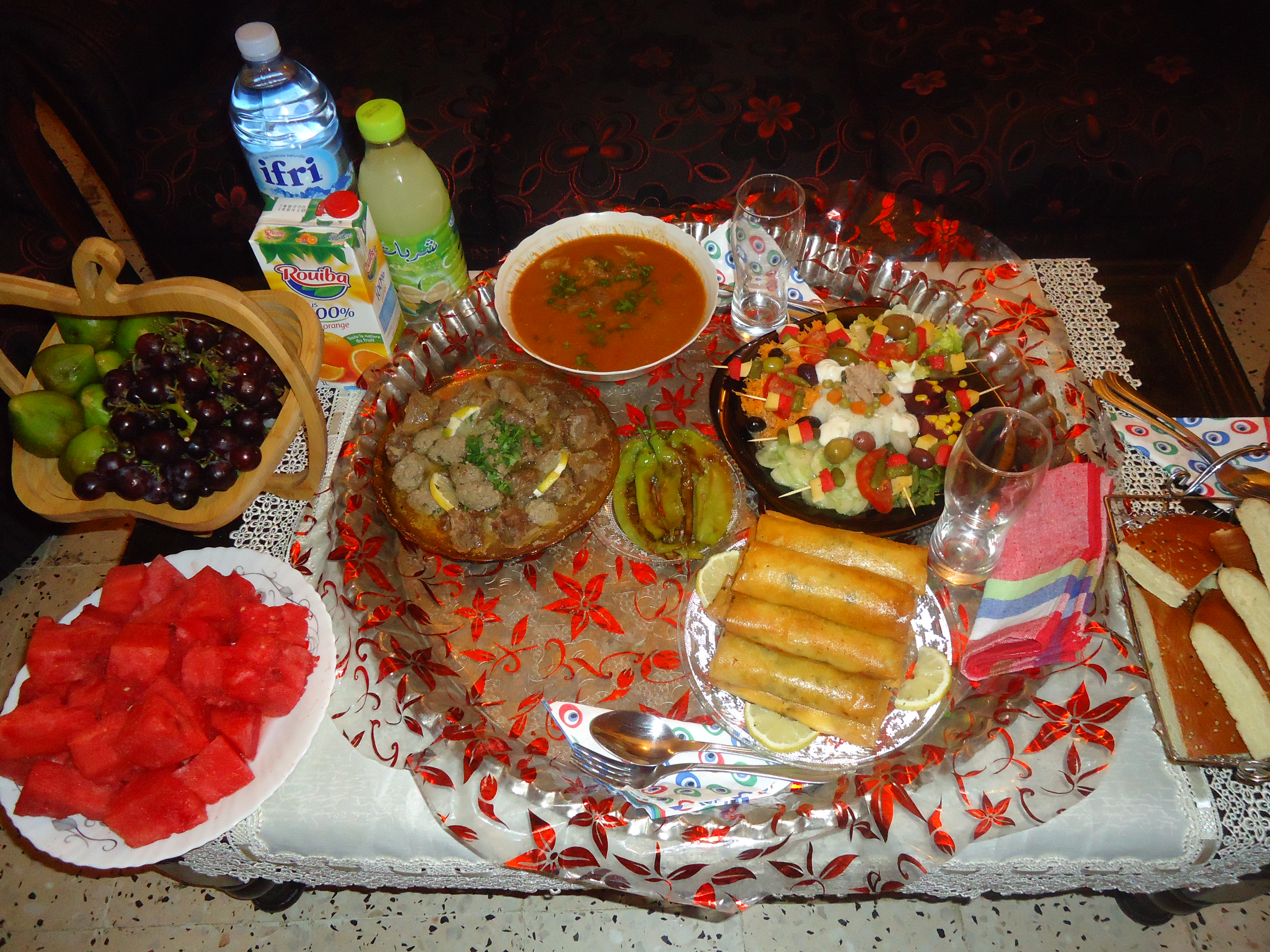
Bourek et chorba

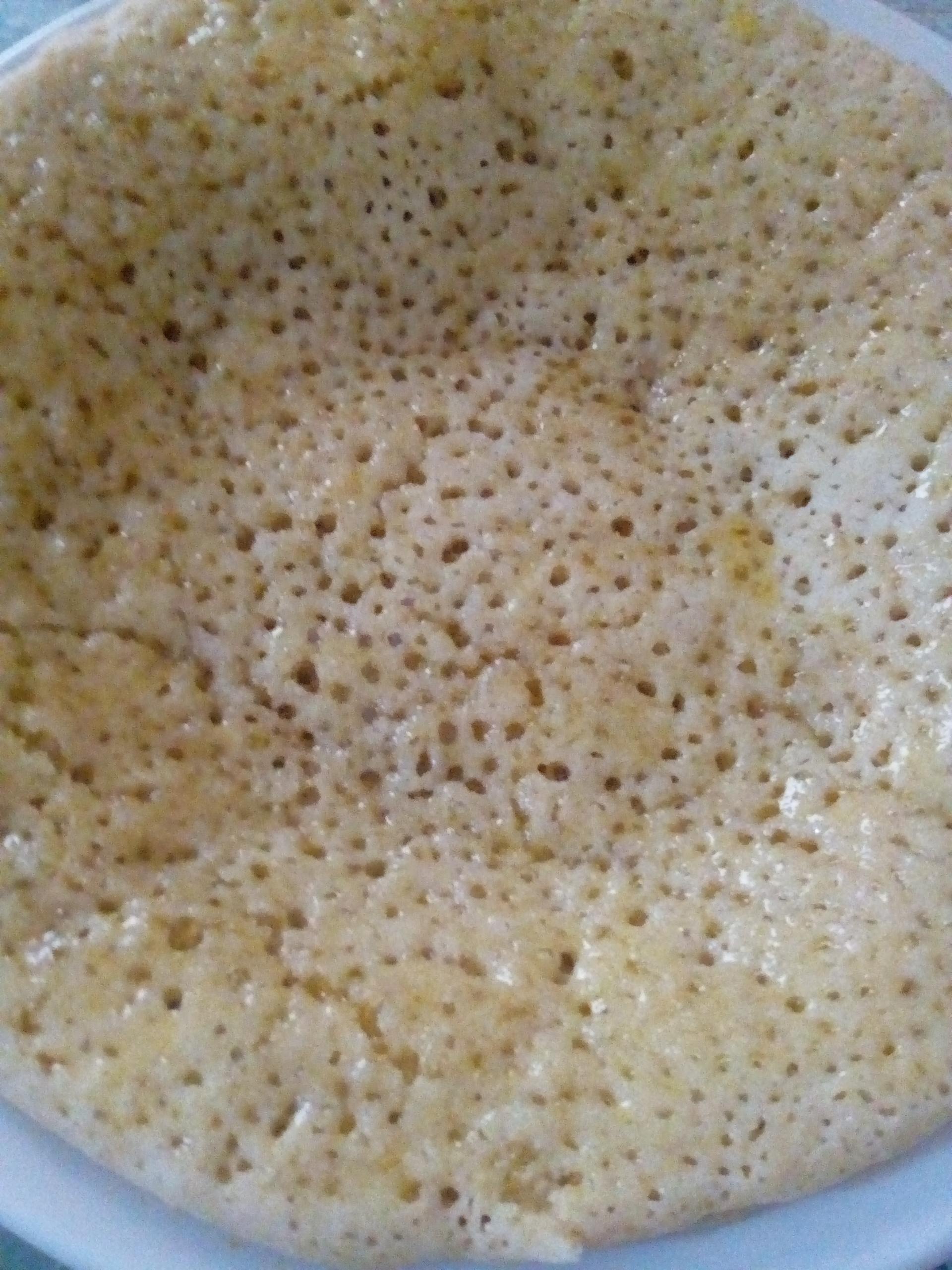
Baghrir

- Bayd b tomatich (Omelette à la tomate)[6]
- Bendreg Touggourti
- Berkoukes[7]
- Barraniya[8]
- Bin narin / Mkhetter[9]
- Bounarine[10]
- B'jawya (Gâteau)
- Bniwen
- Börek[11] : à la viande de mouton, au poulet ou aux crevettes, au fromage
- Bourek annabi
- Bourek laadjine[12]
- Boulette de sardine[13]
- Boussou la tmessou[14]
- Bouzellouf (tête et pieds de mouton)[15]
- Bradj[16]
- Brik[17]

- Haut – A
- B
- C
- D
- E
- F
- G
- H
- I
- J
- K
- L
- M
- N
- O
- P
- Q
- R
- S
- T
- U
- V
- W
- X
- Y
- Z

### C
- Chakchouka[18]
- Chakhchoukha[19]
- Cherbet mazhar[20]
- Chorba (hamra aux légumes)[21]
- Chorba beida[22]
- Chorba frik / djari hmar[23]

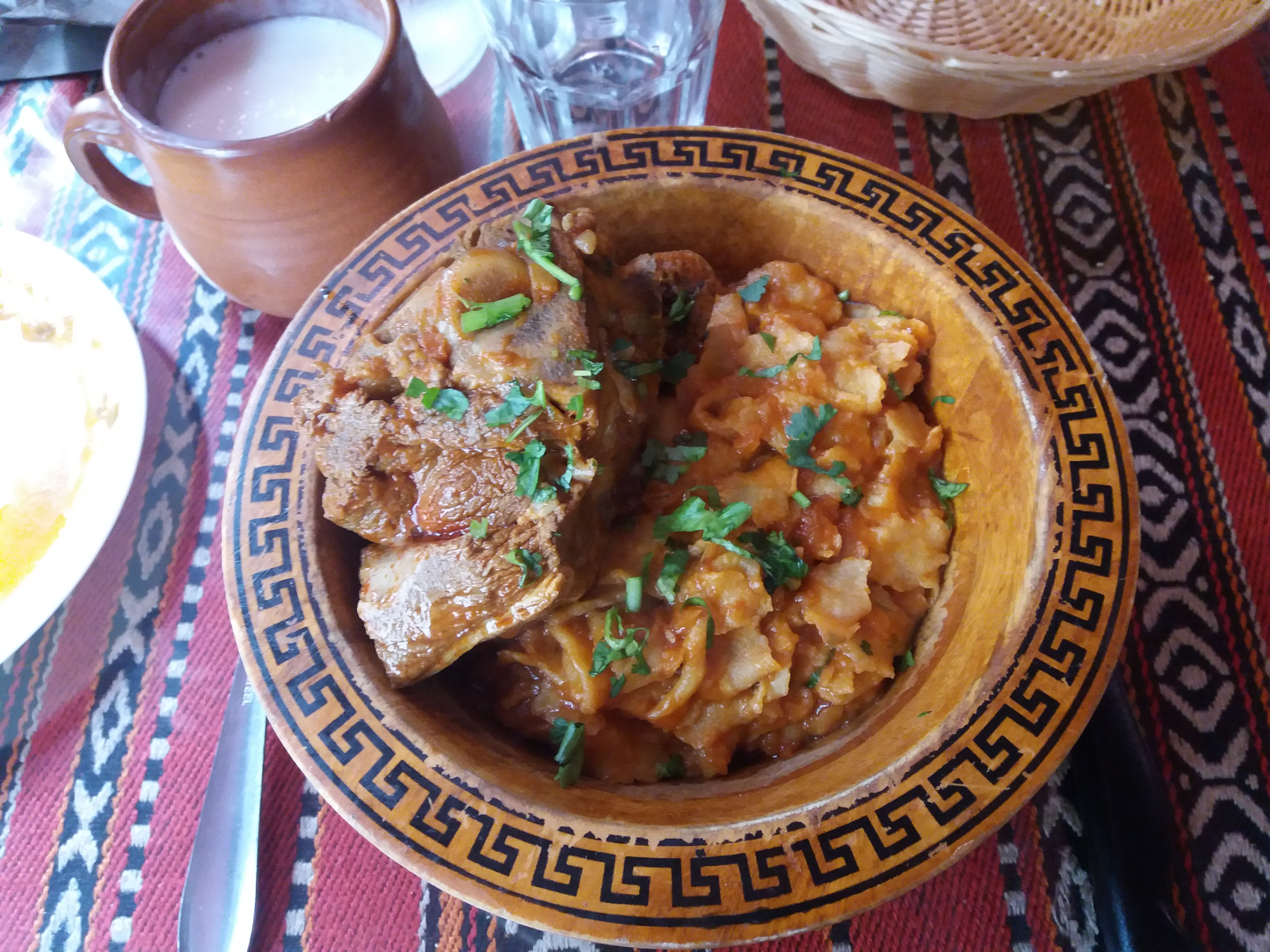
Chakhchoukha

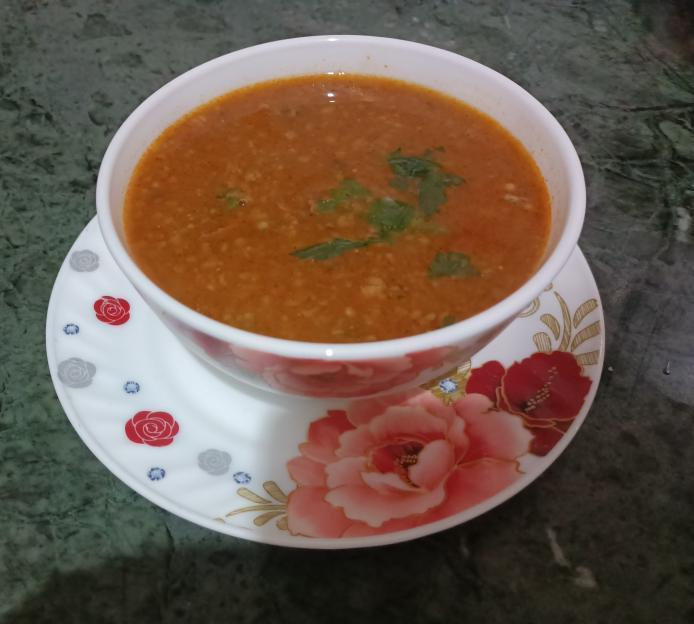
Chorba frik / djari hmar

- Chorba bel houte (chorba aux poissons)[24]
- Chorba bel hmam (chorba aux pigeons)[25]
- Chtitha[26]
- Couscous[27] (au poulet[28], aux fèves[29], au lait[30], au poisson[31], aux légumes[32], au osabne/bekbouka[33], kabyle[34], maamar[35], ouchchou tinni aux dates[36], rfiss zirawi[37], à la viande séchée[38], au khlii[39])
- Chbah essafra[40]
- Cocas
- Cornes de gazelle[41]
- Chapeau algérois
- Chamsiya

- Haut – A
- B
- C
- D
- E
- F
- G
- H
- I
- J
- K
- L
- M
- N
- O
- P
- Q
- R
- S
- T
- U
- V
- W
- X
- Y
- Z

### D
- Dar âami[42]
- Dolma algérienne[43]

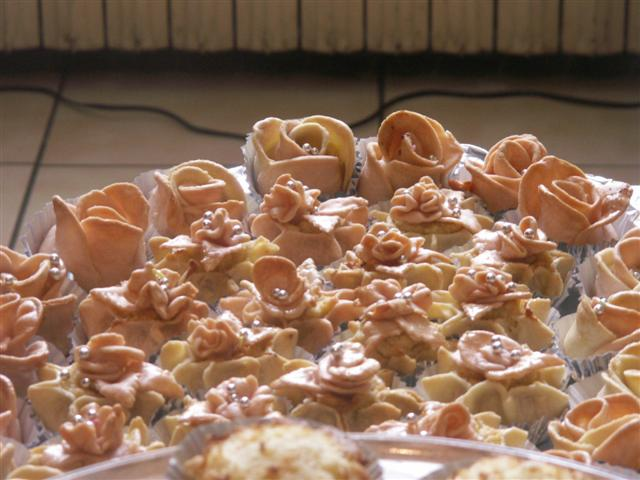
Dziriettes

- Djari rouge ou djari byadh (blanc)[44]
- Djelbana karnoun ou bel kafta[45]
- Dziriette
- Doja bel bsal
- Doubara

- Haut – A
- B
- C
- D
- E
- F
- G
- H
- I
- J
- K
- L
- M
- N
- O
- P
- Q
- R
- S
- T
- U
- V
- W
- X
- Y
- Z

### E

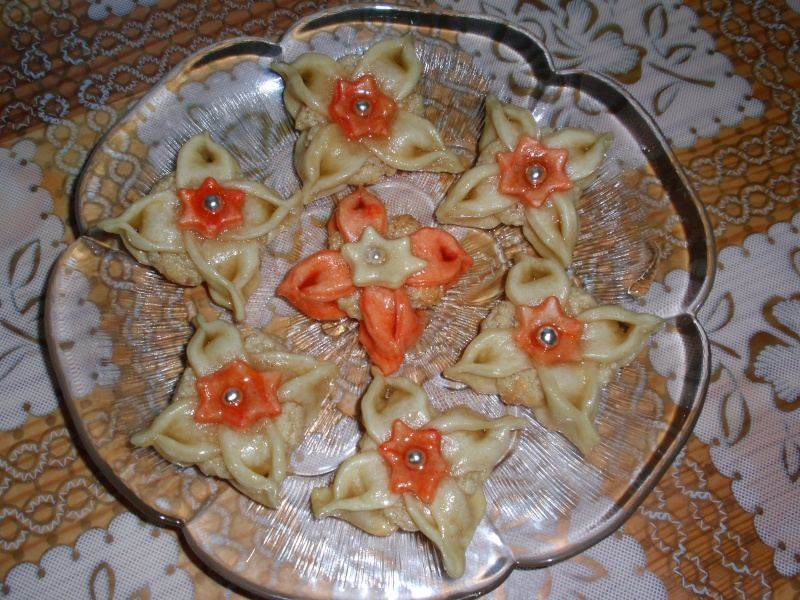
El Yasmina

- El yasmina
- El nakhil
- El warda

- Haut – A
- B
- C
- D
- E
- F
- G
- H
- I
- J
- K
- L
- M
- N
- O
- P
- Q
- R
- S
- T
- U
- V
- W
- X
- Y
- Z

### F
- Fanid[46]
- Felfel b'tomatich[47] (ou à l'huile d'olive[48])

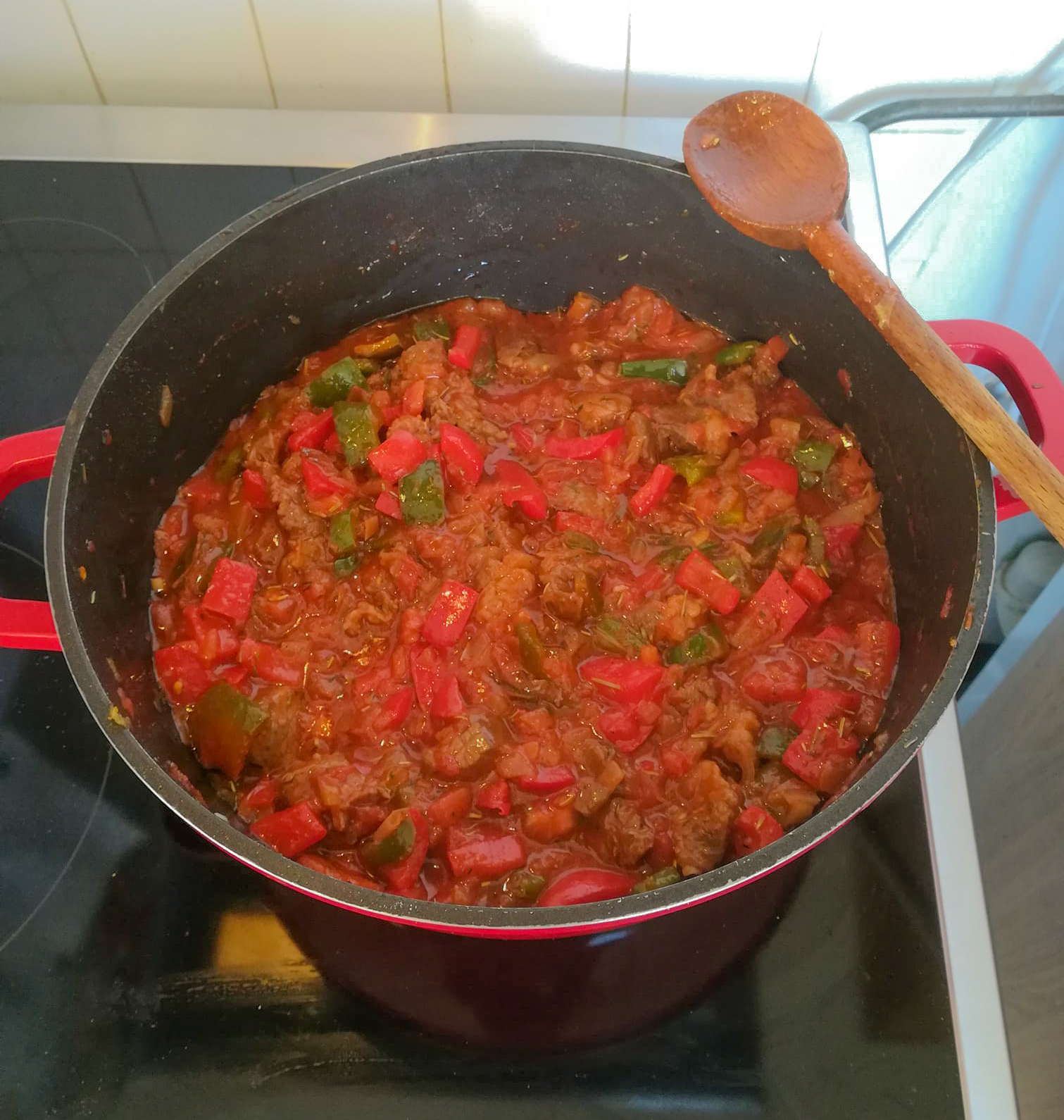
Frita

- Felfel mraqqed (Poivrons en conserve)[49]
- Ftir oukessoul (kabyle)
- Frita
- Foul[50]

- Haut – A
- B
- C
- D
- E
- F
- G
- H
- I
- J
- K
- L
- M
- N
- O
- P
- Q
- R
- S
- T
- U
- V
- W
- X
- Y
- Z

### G
- Gazpacho oranais
- Griouech[51]

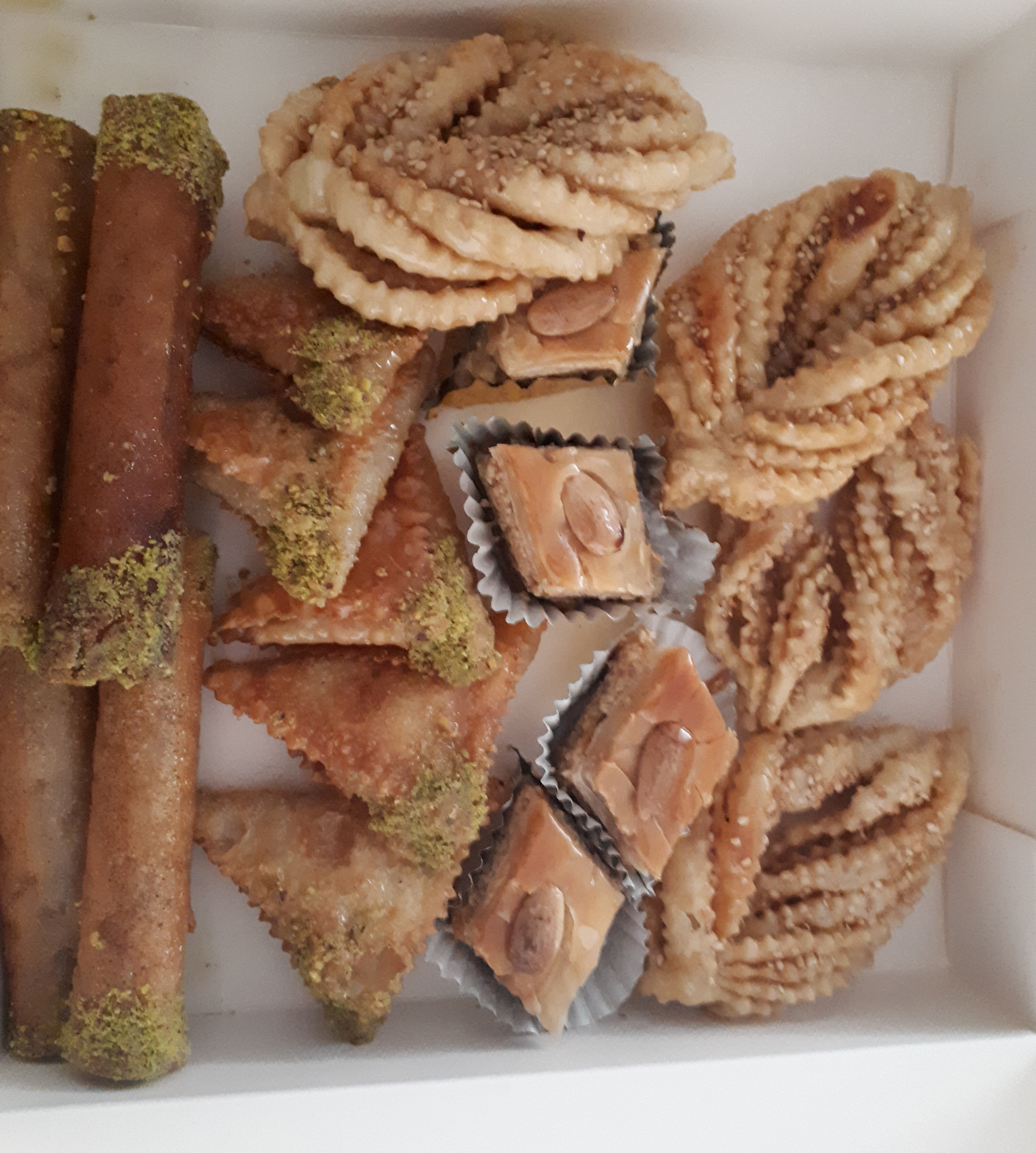
Griouech, baklawa et samssa.

- Ghribiya (aux œufs, aux amandes[52], à l'huile, à la semouline[53], à la consantinoise[54])

- Haut – A
- B
- C
- D
- E
- F
- G
- H
- I
- J
- K
- L
- M
- N
- O
- P
- Q
- R
- S
- T
- U
- V
- W
- X
- Y
- Z

### H

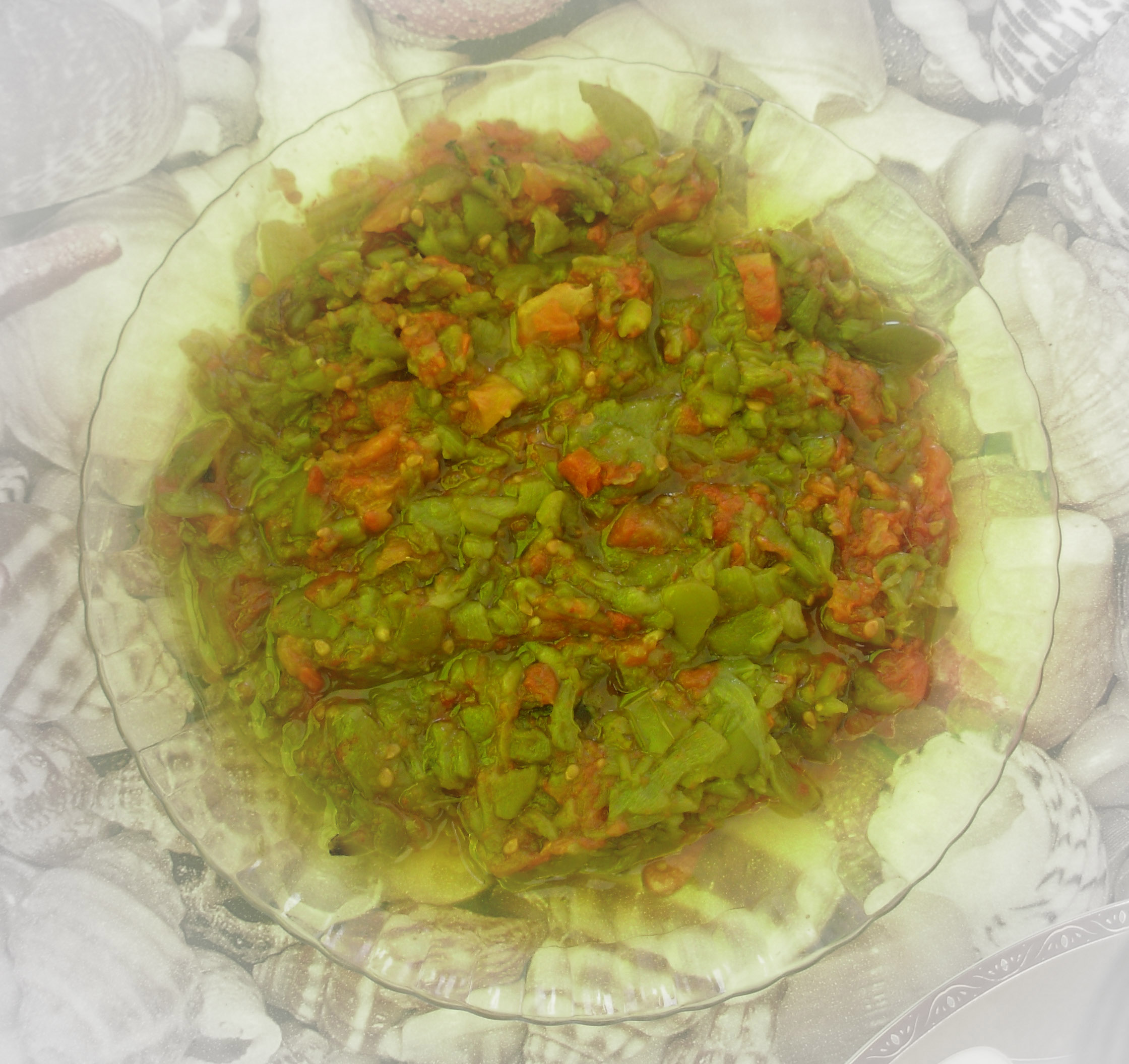
Hmiss

- Halwat tabaa[55]
- Haswa
- Hdjel b'zbib[56]
- Hmiss
- Harira[57]
- Hriret ezaatar[58]
- Hrira qarça (tassemamt)[59]
- Hrissa el louz (pâte d'amande)[60]
- Houmous zitouni

- Haut – A
- B
- C
- D
- E
- F
- G
- H
- I
- J
- K
- L
- M
- N
- O
- P
- Q
- R
- S
- T
- U
- V
- W
- X
- Y
- Z

### J
- Jwez zitoune
- Jawzia (confiserie)

- Haut – A
- B
- C
- D
- E
- F
- G
- H
- I
- J
- K
- L
- M
- N
- O
- P
- Q
- R
- S
- T
- U
- V
- W
- X
- Y
- Z

### K
- Ka‘ak l'-khmira[61]
- Kaâk nekkache[62]
- Kaâk Tlemcen[63]
- Kaddid / Khlii[64]
- Kalb el louz / Hrissa[65] / Chamia
- Karantika (Farine de pois chiche)[66]
- Kebab (brochette)[67]
- Kefta[68]
- Kesra (pain)
- Khdiwedj[69]

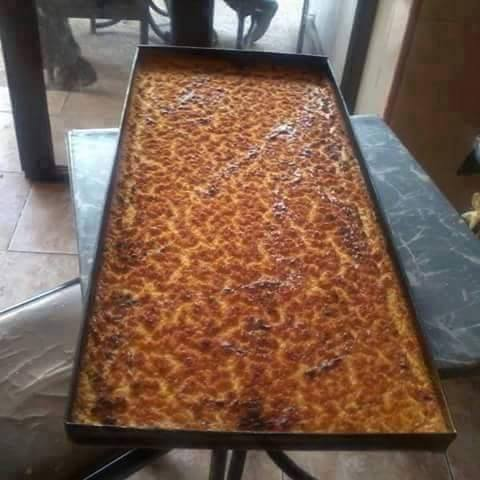
Karan

- Khechaf (boisson aux raisins secs aromatisée)[70]
- Khfif (genre d'oreillettes)[71]
- Khobz el bey
- Khobz ed-dar[72] /koucha
- Khobz al'balout
- Khorchef (cardons)[73]
- Koursi rafika
- Ktaifs[74]

- Haut – A
- B
- C
- D
- E
- F
- G
- H
- I
- J
- K
- L
- M
- N
- O
- P
- Q
- R
- S
- T
- U
- V
- W
- X
- Y
- Z

### L

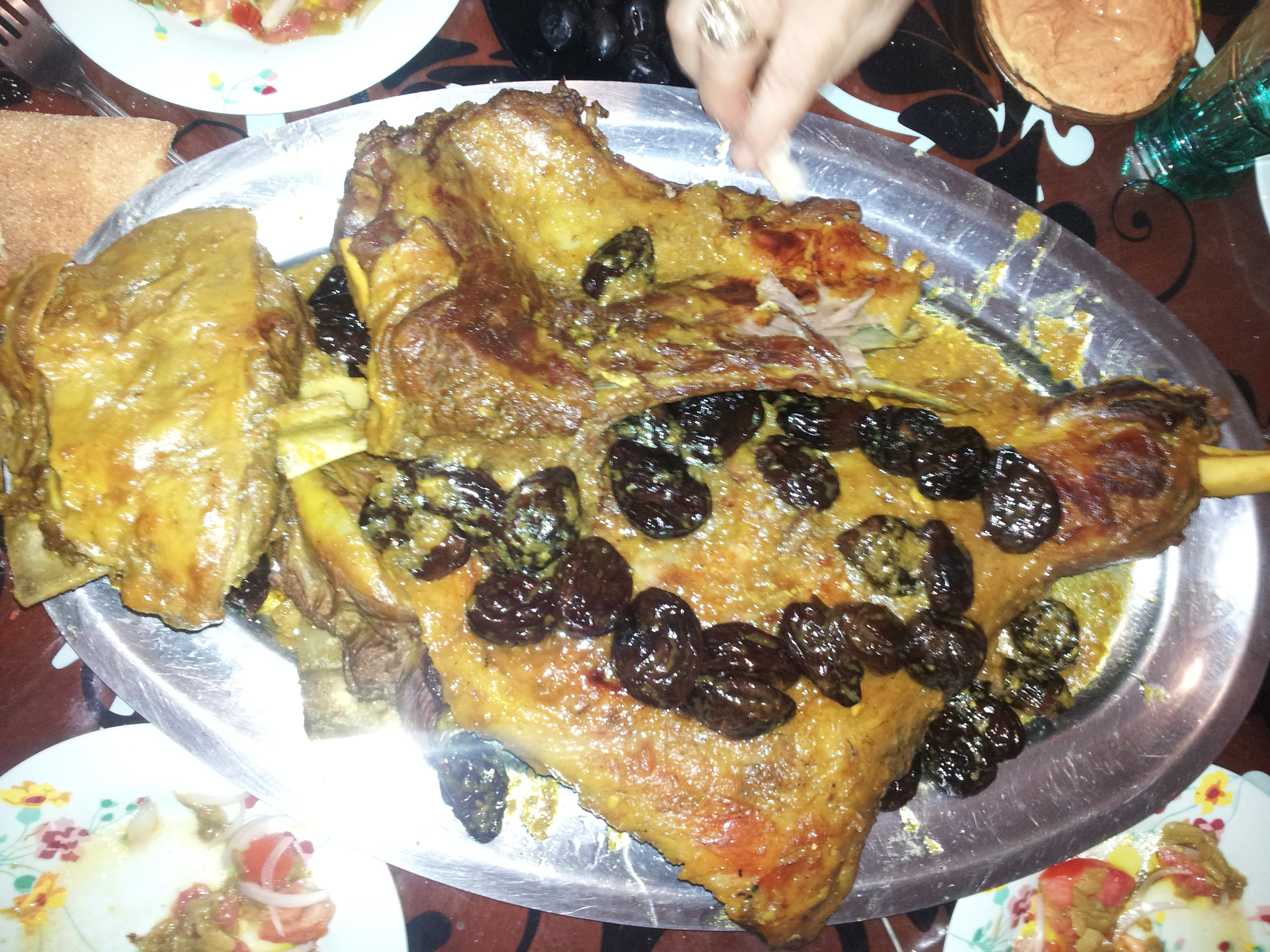
Lham hlou

- La mouna / Lamona / Khobz soltani[75]
- Leben[76]
- Lham bel qastal (viande aux marrons)[77]
- Lham bel sferdjel (viande aux coings)[78]
- Lham bel teffah (viande aux pommes)[79]
- Lham bel zbib (viande aux raisins secs)[79]
- Lham hlou[80]
- Lhemis kanoun (poivrons et piments grillés, écrasés, assaisonnés d'huile d'olive)
- L'qadi wa jmaatou / l'bey w dayertou[81]
- Loubia[82]

- Haut – A
- B
- C
- D
- E
- F
- G
- H
- I
- J
- K
- L
- M
- N
- O
- P
- Q
- R
- S
- T
- U
- V
- W
- X
- Y
- Z

### M
- Maaqouda[83]

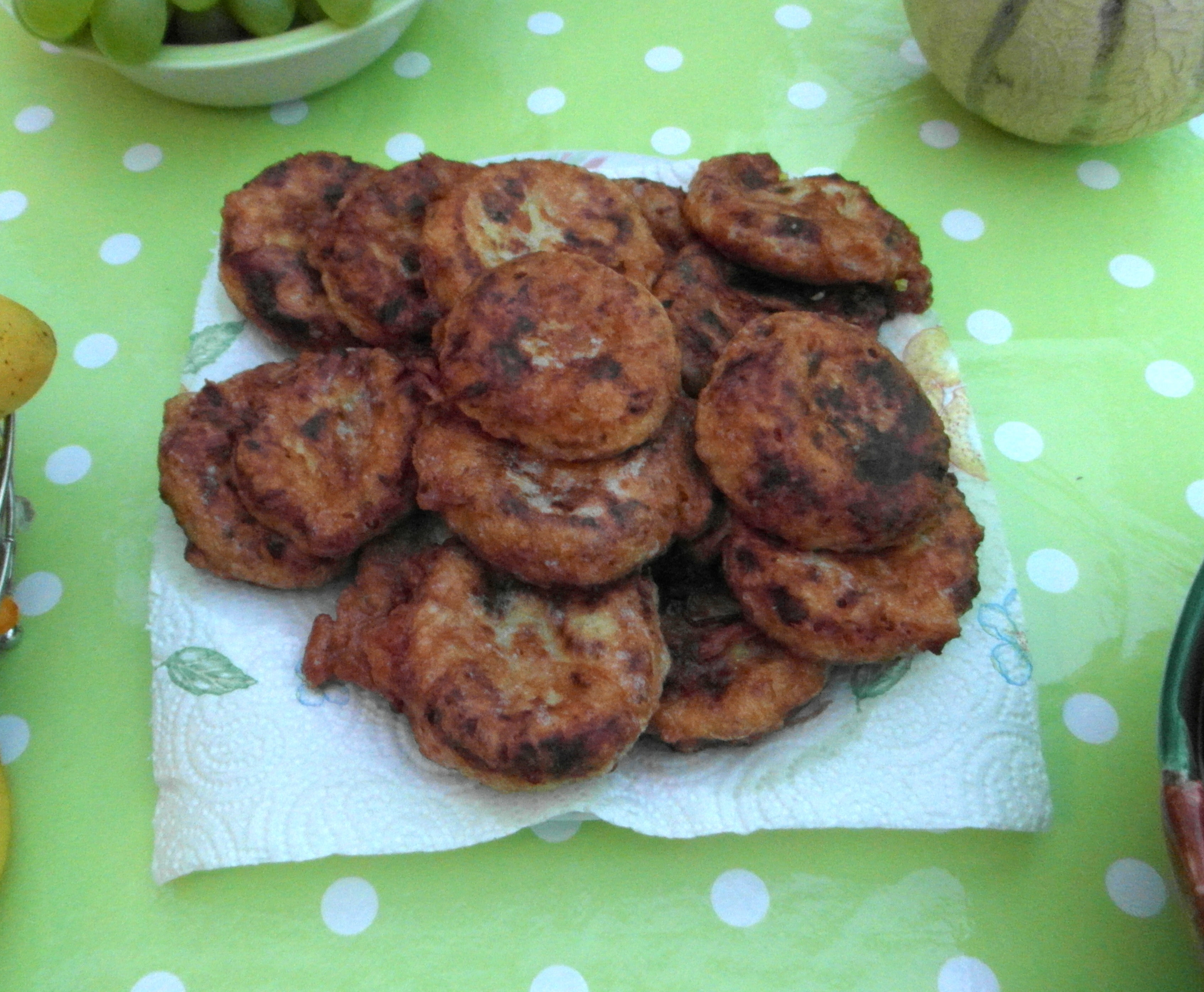
Maakouda

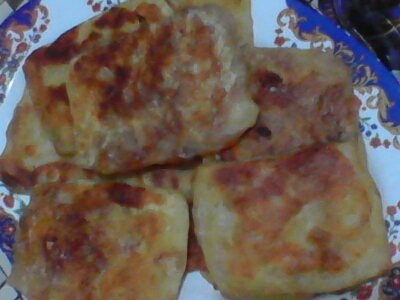
Mhadjeb

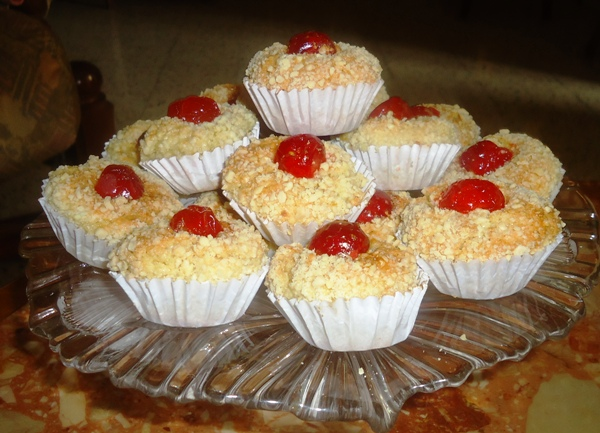
Mchewek

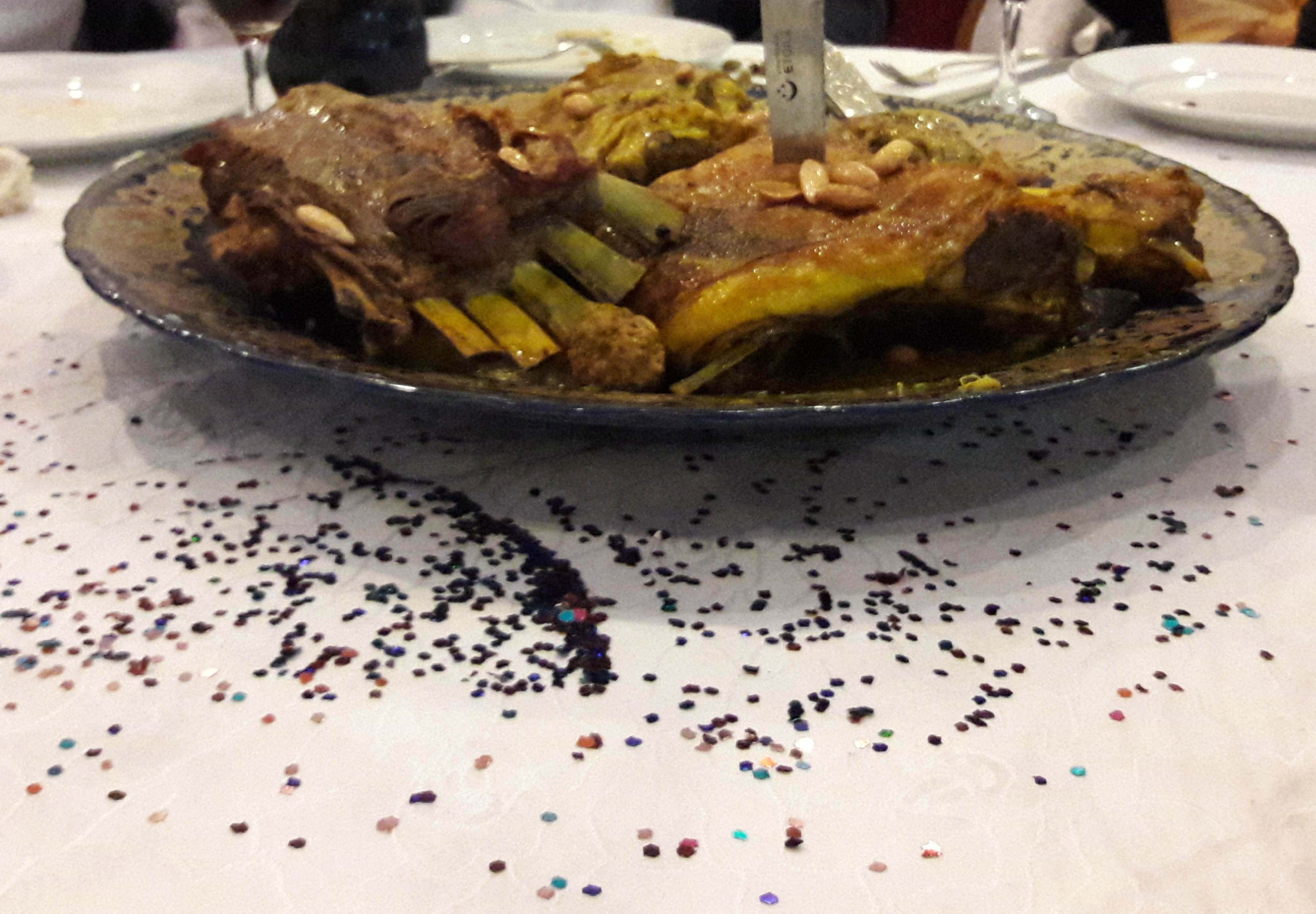
Mhammer.

- Maadjoun (Confiture de : chayottes, figues, pamplemousses, nèfles, courgettes, coings, oranges)[84]
- Maadnoussya[85]
- Mahchi
- Makroud (l'farina[86], l'koucha[87], maqli[88], taa dar[89])
- Makrout ellouz[88]
- Matloue / khobz ettadjine[90]
- Mbesses / mtaqba[91]
- Mchelweche (lanières de crêpes aux amandes)[92]
- Mchewek[93]
- Mchekek
- Mderbel (d'aubergines, de courgettes ou d'artichauts)[94]
- Méchoui[95]
- Melfouf (brochettes de foie)[96]
- Melwi Beldi (galette feuilletée)[97].
- Melwi Hawzi (galette au beurre)[98]
- Mesfouf[99]
- Mfawr / mbakher[100]
- Mhancha[101]
- Mhadjeb /Mahjouba[102]
- Mhammer[103]
- Mhamsa[104]
- Mhalbi[105]
- Mkartfa
- Makhtouma (du Sahara)[106]
- M'khabez[107]
- Mloukhiya[108]
- Msemmen / Mchahed[109]
- Mtewem byedh (sauce blanche)[110]
- Mtewem hmar (sauce rouge)[111]
- Moumou fi hdjer mmou[112]
- Mouskoutchou
- Mghellef fi ghlâfou
- Mrora (Spécialité de la région de Touggourt)

- Haut – A
- B
- C
- D
- E
- F
- G
- H
- I
- J
- K
- L
- M
- N
- O
- P
- Q
- R
- S
- T
- U
- V
- W
- X
- Y
- Z

### N
- Nakhla
- Nwasser

- Haut – A
- B
- C
- D
- E
- F
- G
- H
- I
- J
- K
- L
- M
- N
- O
- P
- Q
- R
- S
- T
- U
- V
- W
- X
- Y
- Z

### O

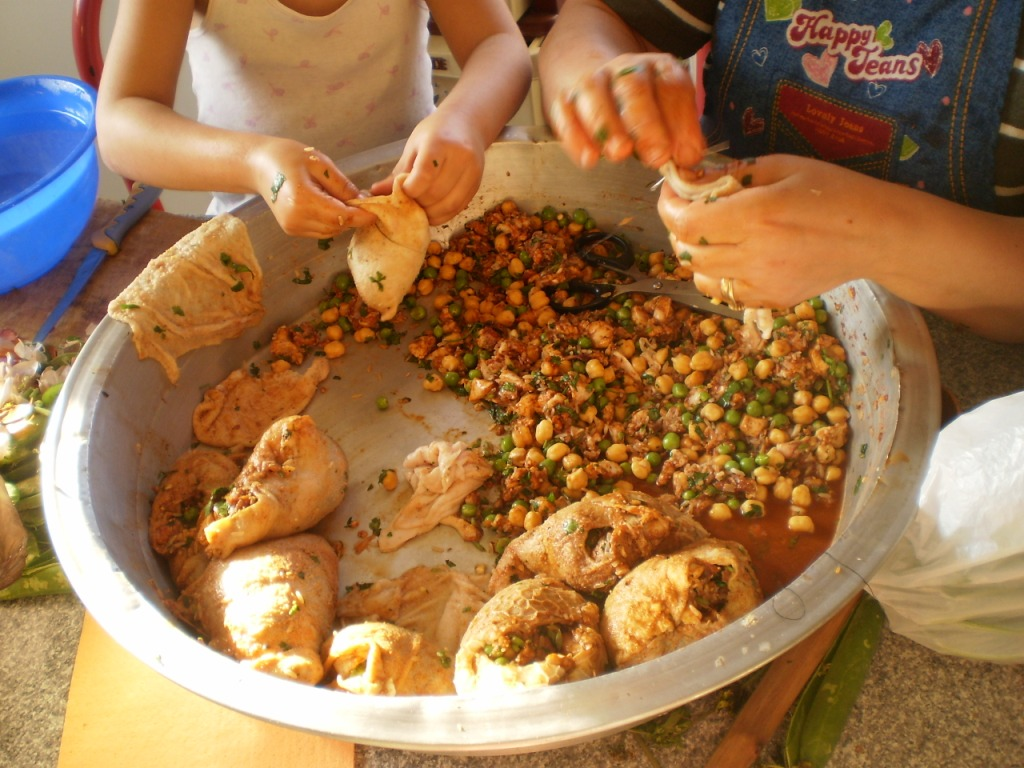
Osban

- Osban[5]
- Oudnin el kadhi[113]

- Haut – A
- B
- C
- D
- E
- F
- G
- H
- I
- J
- K
- L
- M
- N
- O
- P
- Q
- R
- S
- T
- U
- V
- W
- X
- Y
- Z

### P
- Pastilla

- Haut – A
- B
- C
- D
- E
- F
- G
- H
- I
- J
- K
- L
- M
- N
- O
- P
- Q
- R
- S
- T
- U
- V
- W
- X
- Y
- Z

### Q

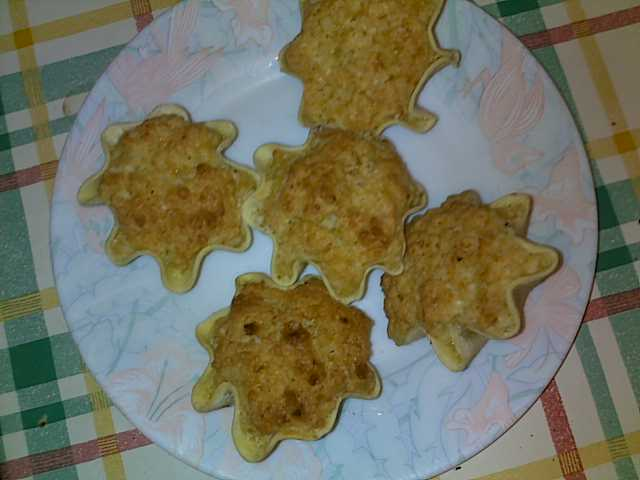
Qnidlat.

- Qnidlat (l'yed, twissat)[114]
- Qahwet L-boqradj[76]

- Haut – A
- B
- C
- D
- E
- F
- G
- H
- I
- J
- K
- L
- M
- N
- O
- P
- Q
- R
- S
- T
- U
- V
- W
- X
- Y
- Z

### R

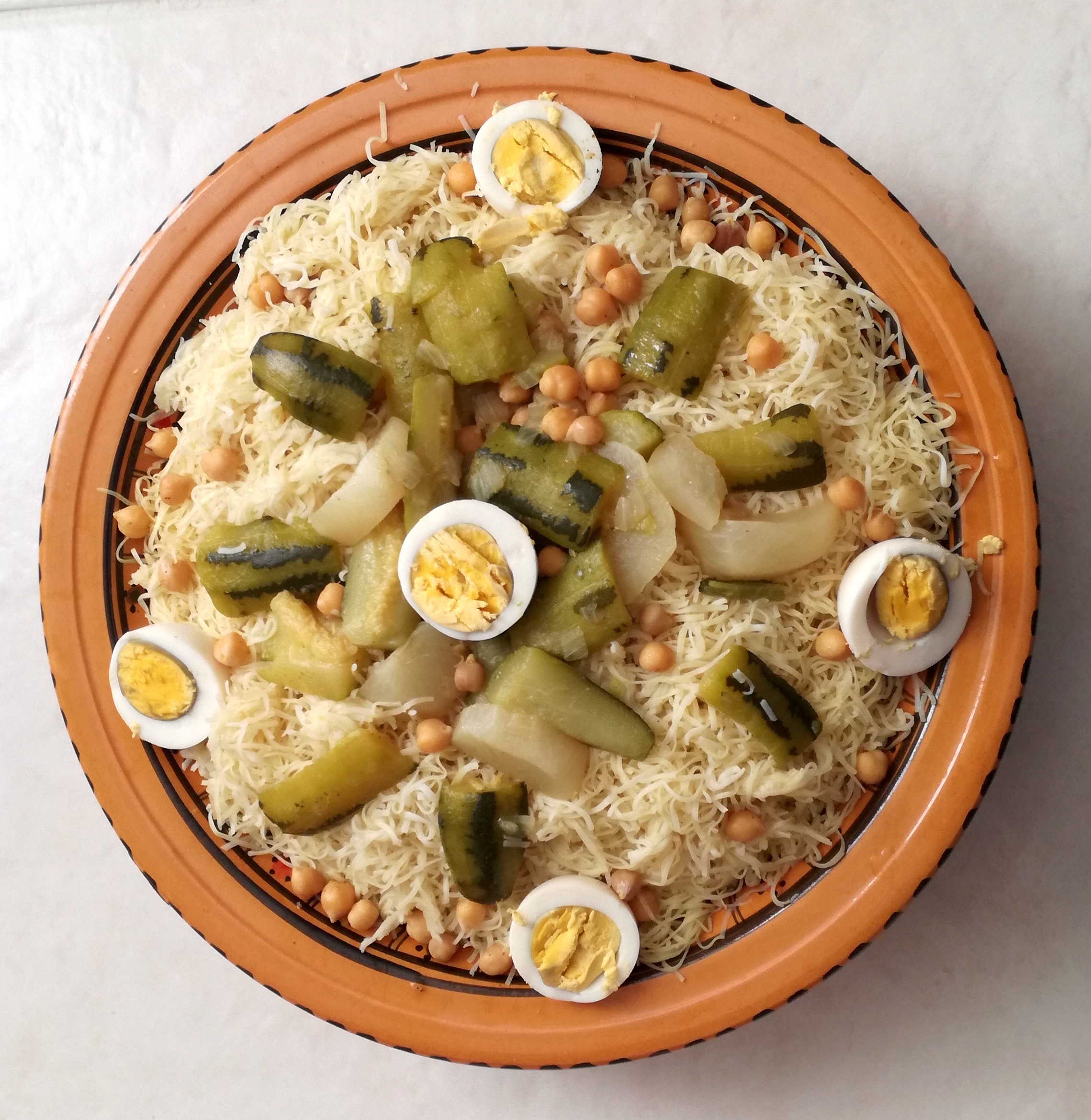
Rechta

- Rakhsis
- Rechta[115]
- Rechta dzirïa
- Rlila
- Rougag / Trid /Rfiss / Khobz ftir[116]

- Haut – A
- B
- C
- D
- E
- F
- G
- H
- I
- J
- K
- L
- M
- N
- O
- P
- Q
- R
- S
- T
- U
- V
- W
- X
- Y
- Z

### S

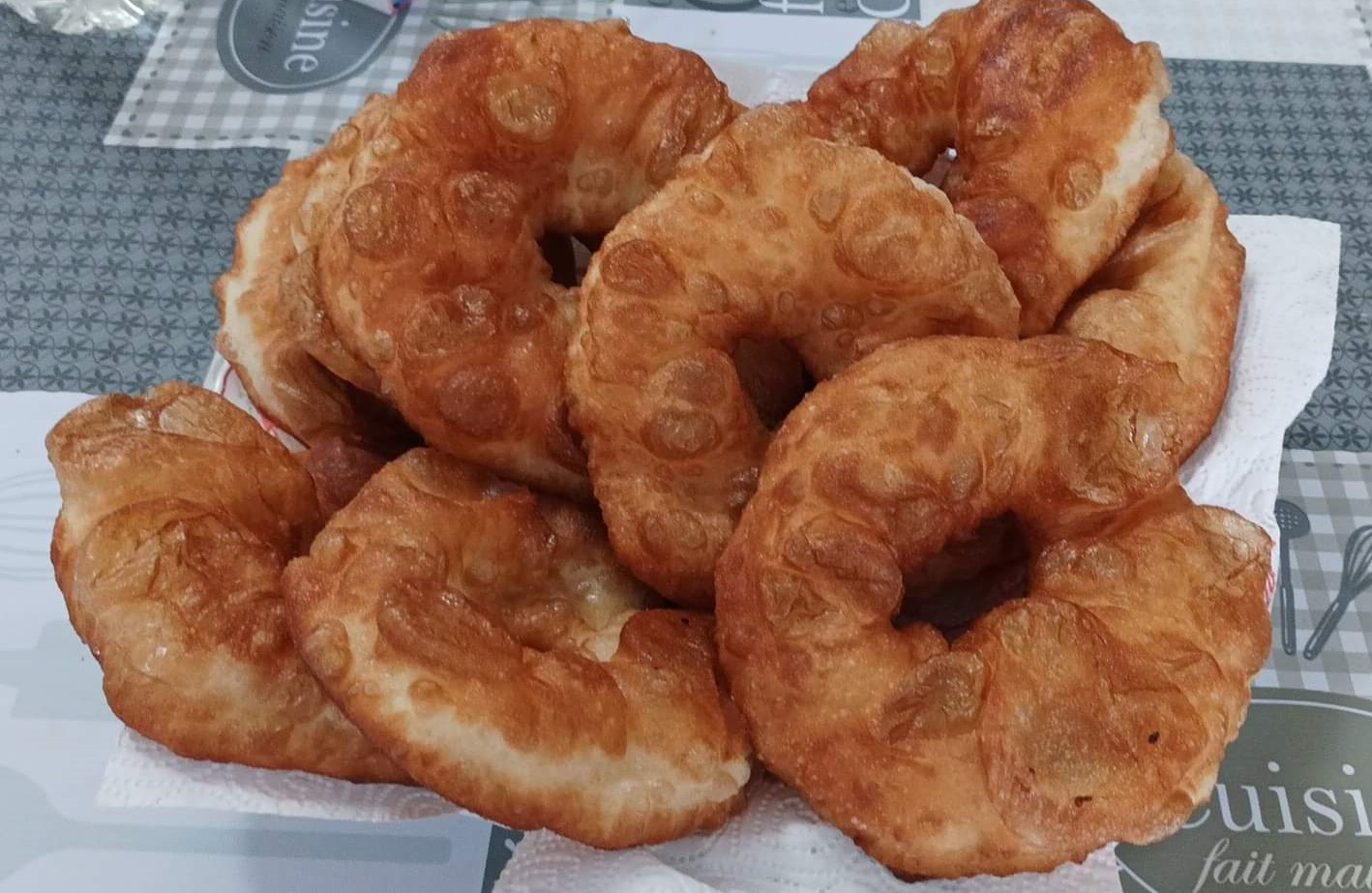
Sfendj

- Samsa[117]
- Seffa ou couscous sucré[118]
- Sfendj / Khfaf[119]
- Sfiria[120]
- Salade algéroise
- Salade batata
- Salade d'aubergine de l'ouest
- Salade de concombre et céleri
- Sekran tayeh fi drouj
- Slatate el khiar
- Slatete sénaria
- Slilet
- Smen[121]

- Haut – A
- B
- C
- D
- E
- F
- G
- H
- I
- J
- K
- L
- M
- N
- O
- P
- Q
- R
- S
- T
- U
- V
- W
- X
- Y
- Z

### T

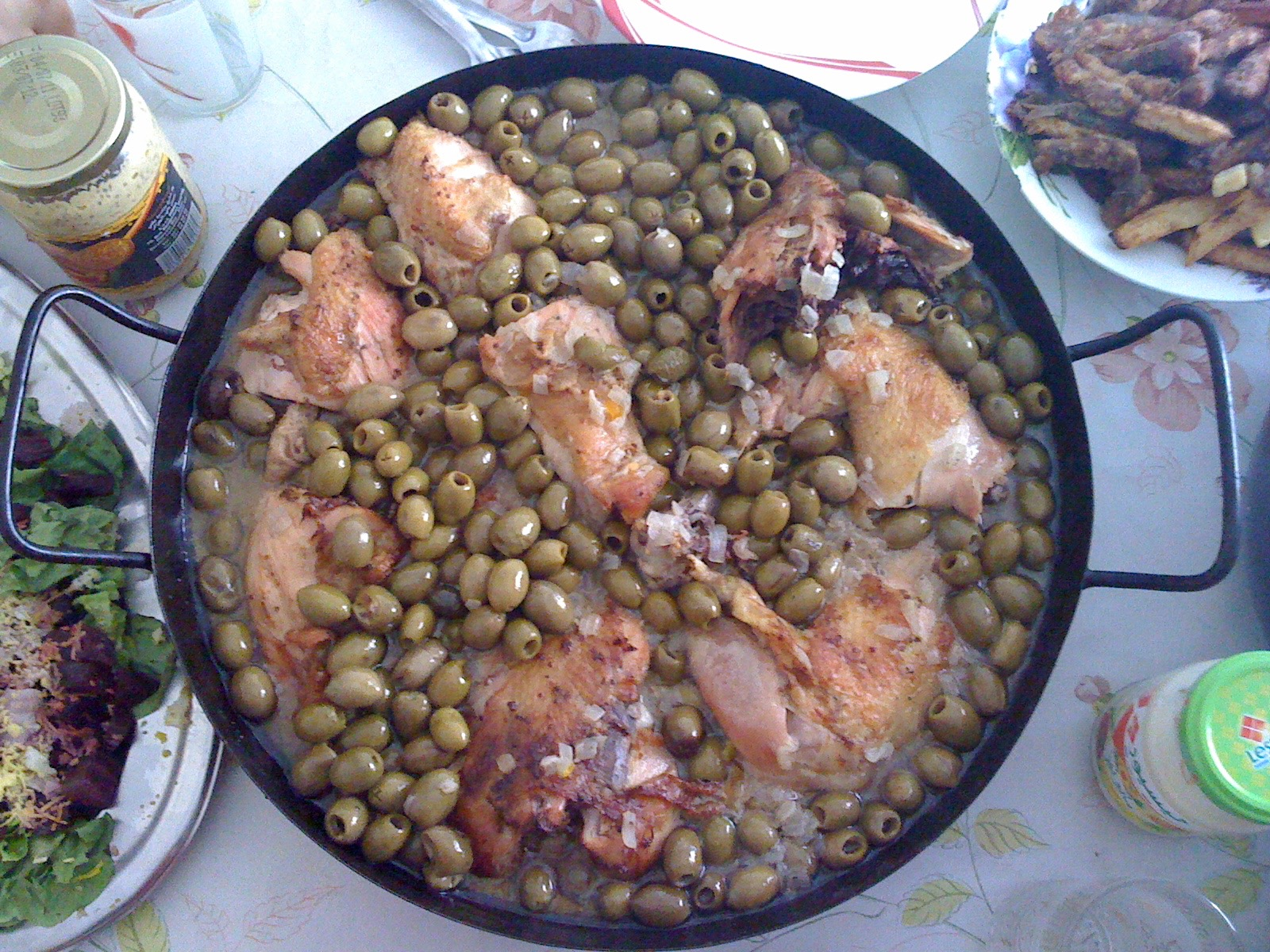
Tagine aux olives

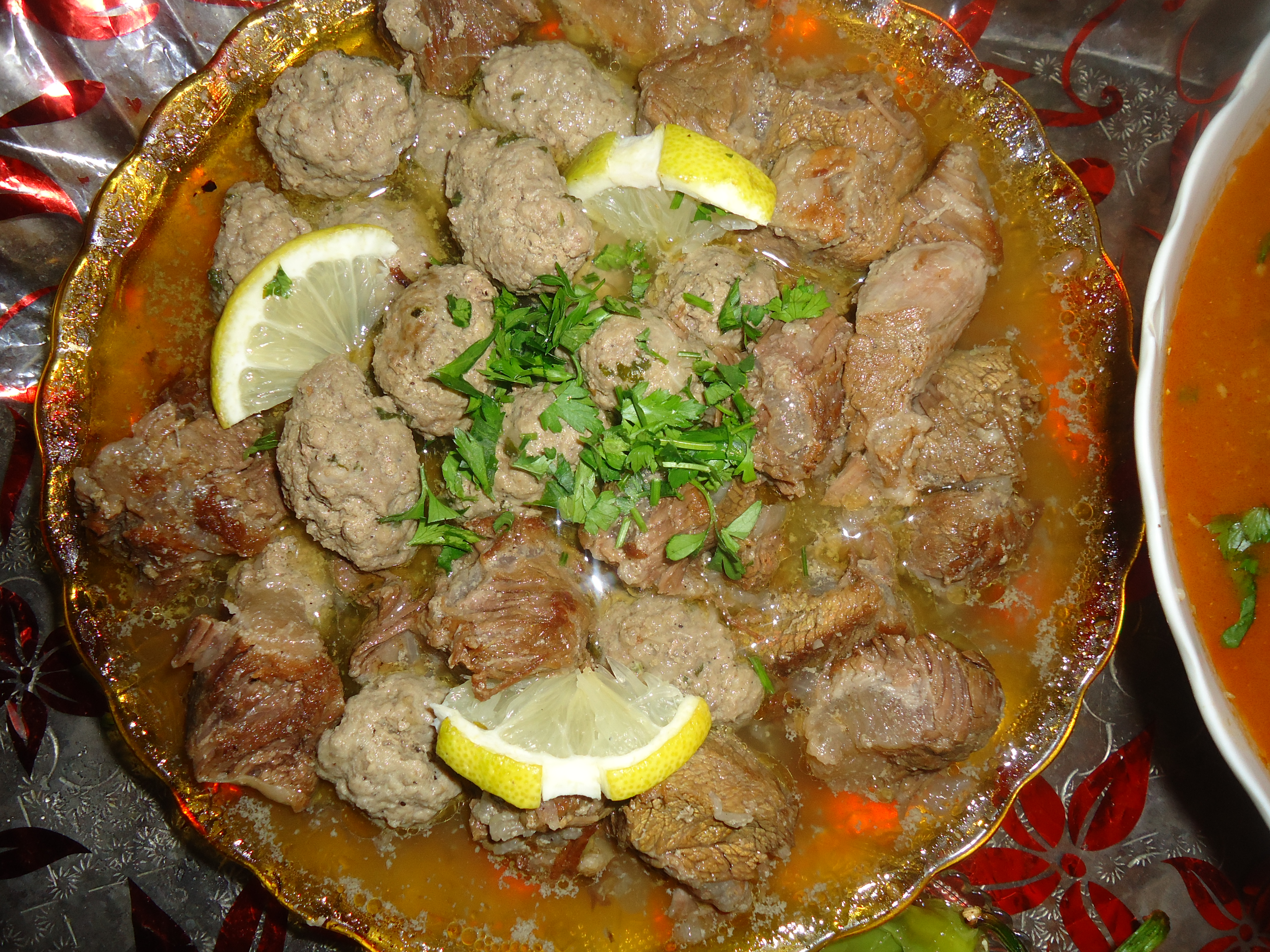
Tajine echwa

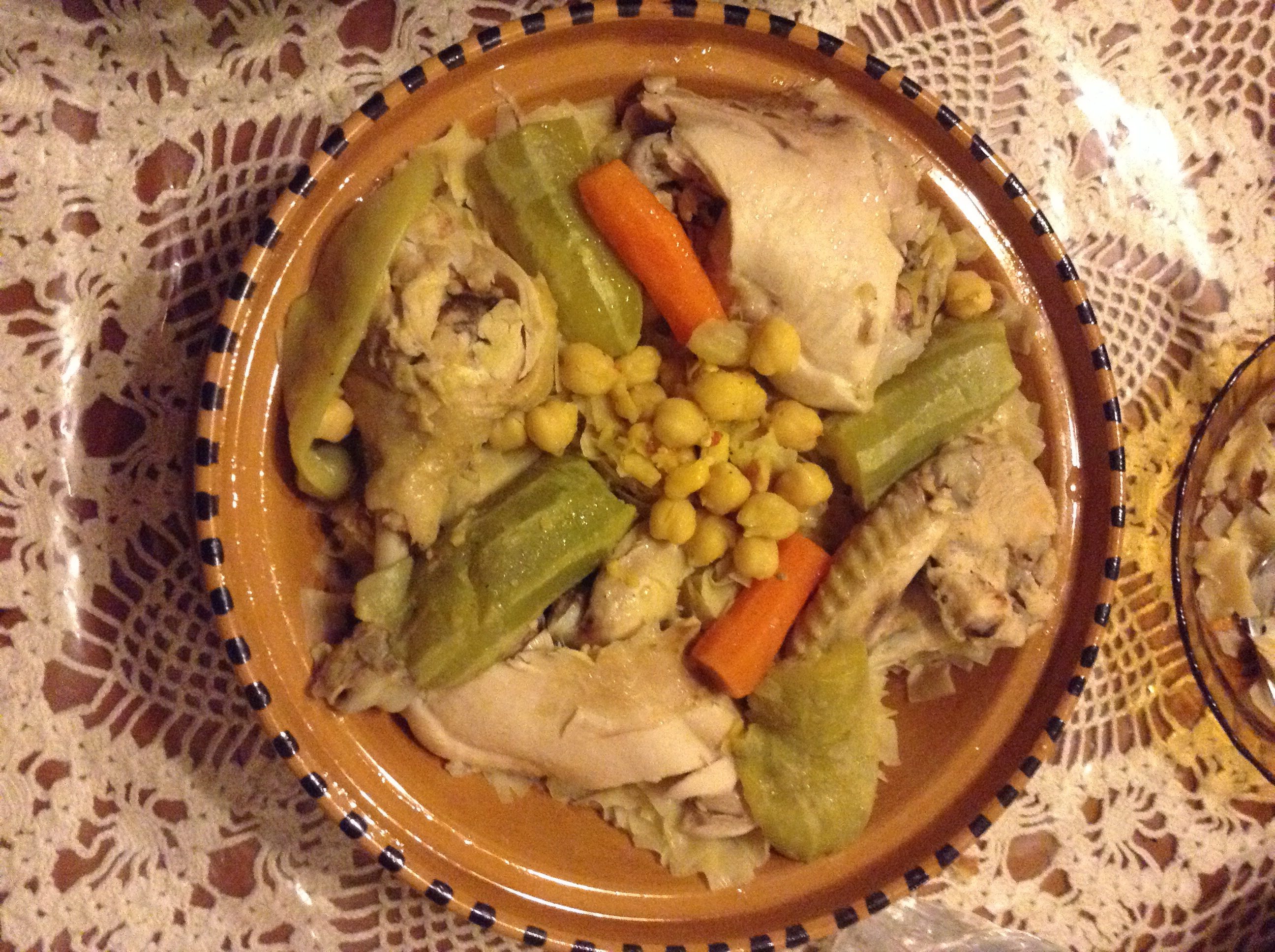
Trida

- Tajine Bsal
- Tajine Echchoua[122]
- Tajine El Karess[122]
- Tajine El Khoukh
- Tajine El hout[123]
- Tajine El Mechmach[123]
- Tajine El Mokh
- Tajine J'ben[123]
- Tajine Zitoun (olives)
- Taguella (pain touareg)[106]
- Tamina[64] / Taqnetta
- Taminet ellouz[124]
- Tahboult
- Tbikha[125]
- Tcharak ariane/ qmirat[126]
- Tcharek
- Thé à la menthe (Tay b'naanaa)[127]
- Torno[128]
- Taj el moulouk
- Tiftitine[129]
- Tchicha zaatar[130]
- Tlitli[131]
- Tikourbabine[132] (kabyle)
- Torta b'dyoul[133]
- Trida[134]

- Haut – A
- B
- C
- D
- E
- F
- G
- H
- I
- J
- K
- L
- M
- N
- O
- P
- Q
- R
- S
- T
- U
- V
- W
- X
- Y
- Z

### V
- Viande au céleri

- Haut – A
- B
- C
- D
- E
- F
- G
- H
- I
- J
- K
- L
- M
- N
- O
- P
- Q
- R
- S
- T
- U
- V
- W
- X
- Y
- Z

### W
- Wahraniette

- Haut – A
- B
- C
- D
- E
- F
- G
- H
- I
- J
- K
- L
- M
- N
- O
- P
- Q
- R
- S
- T
- U
- V
- W
- X
- Y
- Z

### Y

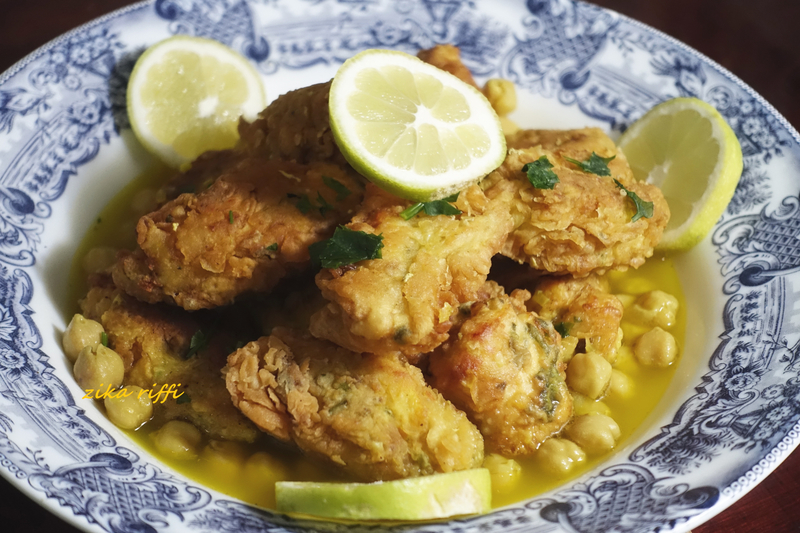
Yahni

- Yahni[123]

- Haut – A
- B
- C
- D
- E
- F
- G
- H
- I
- J
- K
- L
- M
- N
- O
- P
- Q
- R
- S
- T
- U
- V
- W
- X
- Y
- Z

### Z
- Zlabia
- zaalouk[réf. nécessaire]
- Zviti
- zrir[réf. nécessaire]

- Haut – A
- B
- C
- D
- E
- F
- G
- H
- I
- J
- K
- L
- M
- N
- O
- P
- Q
- R
- S
- T
- U
- V
- W
- X
- Y
- Z